# 500 Milhas de Indianápolis de 1952
Resultados da trigésima sexta edição das 500 Milhas de Indianápolis realizadas no Indianapolis Motor Speedway à 30 de maio de 1952, valendo também como segunda etapa do mundial de Fórmula 1. O vencedor foi o norte-americano Troy Ruttman.

## Classificação da prova

### Treino classificatório
| Pos. | Nº | Piloto            | Equipe                         | Chassi               | Motor                | Pneu | Tempo    | Diferença |
| ---- | -- | ----------------- | ------------------------------ | -------------------- | -------------------- | ---- | -------- | --------- |
| 1    | 28 | Fred Agabashian   | Cummins Diesel                 | Kurtis Kraft ???     | Cummins L6 c 3.0     | F    | 1'05"212 |           |
| 2    | 9  | Andy Linden       | Miracle Power                  | Kurtis Kraft 4000    | Offenhauser L4 4.5   | F    | 1'05"693 | 0.481     |
| 3    | 4  | Jack McGrath      | Jack Hinkle                    | Kurtis Kraft 3000    | Offenhauser L4 4.5   | F    | 1'05"855 | 0.643     |
| 4    | 36 | Duke Nalon        | Novi Pure Oil/Lewis Welch      | Kurtis Kraft ???     | Novi L8 c 3.0        | F    | 1'06"085 | 0.873     |
| 5    | 18 | Sam Hanks         | Bardahl/Ed Walsh               | Kurtis Kraft 3000    | Offenhauser L4 4.5   | F    | 1'06"305 | 1.093     |
| 6    | 1  | Duane Carter      | Belanger Motors                | Lesovsky ?           | Offenhauser L4 4.5   | F    | 1'06"410 | 1.198     |
| 7    | 98 | Troy Ruttman      | J.C. Agajanian                 | Kuzma Indy Roadster  | Offenhauser L4 4.5   | F    | 1'06"487 | 1.275     |
| 8    | 26 | Bill Vukovich     | Fuel Injection/Howard Keck     | Kurtis Kraft 500A    | Offenhauser L4 4.5   | F    | 1'07"117 | 1.905     |
| 9    | 22 | Cliff Griffith    | Tom Sarafoff                   | Kurtis Kraft 2000    | Offenhauser L4 4.5   | F    | 1'07"878 | 2.666     |
| 10   | 59 | Jim Rathmann      | Grancor-Wynn's Oil             | Kurtis Kraft 3000    | Offenhauser L4 4.5   | F    | 1'08"010 | 2.798     |
| 11   | 16 | Chuck Stevenson   | Springfield Welding/Paoli      | Kurtis Kraft 4000    | Offenhauser L4 4.5   | F    | 1'08"107 | 2.895     |
| 12   | 2  | Henry Banks       | Blue Crown Spark Plug/Hopkins  | Lesovsky ?           | Offenhauser L4 4.5   | F    | 1'08"195 | 2.983     |
| 13   | 65 | George Fonder     | George Leitenberger            | Sherman ???          | Offenhauser L4 4.5   | F    | 1'08"202 | 2.990     |
| 14   | 54 | George Connor     | Federal Engineering            | Kurtis Kraft 3000    | Offenhauser L4 4.5   | F    | 1'08"367 | 3.155     |
| 15   | 7  | Bill Schindler    | H.A. Chapman                   | Stevens ???          | Offenhauser L4 4.5   | F    | 1'08"673 | 3.461     |
| 16   | 14 | Joe James         | Bardahl/Ed Walsh               | Kurtis Kraft 4000    | Offenhauser L4 4.5   | F    | 1'08"690 | 3.478     |
| 17   | 15 | Bobby Ball        | Blakely Oil                    | Schroeder ???        | Offenhauser L4 4.5   | F    | 1'08"803 | 3.591     |
| 18   | 67 | Gene Hartley      | Mel-Rae/Mel Wiggers            | Kurtis Kraft 4000    | Offenhauser L4 4.5   | F    | 1'08"993 | 3.781     |
| 19   | 12 | Alberto Ascari    | Ferrari                        | Ferrari 375S         | Ferrari 375 V12 4.5  | F    | 1'09"010 | 3.798     |
| 20   | 33 | Art Cross         | Bowes Seal Fast/Ray Brady      | Kurtis Kraft 4000    | Offenhauser L4 4.5   | F    | 1'09"020 | 3.808     |
| 21   | 77 | Jimmy Bryan       | Peter Schmidt                  | Kurtis Kraft 3000    | Offenhauser L4 4.5   | F    | 1'09"093 | 3.881     |
| 22   | 34 | Rodger Ward       | Federal Engineering            | Kurtis Kraft 4000    | Offenhauser L4 4.5   | F    | 1'09"095 | 3.883     |
| 23   | 37 | Jimmy Reece       | John Zink                      | Kurtis Kraft 4000    | Offenhauser L4 4.5   | F    | 1'09"168 | 3.956     |
| 24   | 81 | Eddie Johnson     | Central Excavating/Pete Salemi | Trevis Indycar       | Offenhauser L4 4.5   | F    | 1'09"178 | 3.966     |
| 25   | 93 | Bob Scott         | Ludson Morris                  | Kurtis Kraft 2000    | Offenhauser L4 4.5   | F    | 1'09"188 | 3.976     |
| 26   | 29 | Jim Rigsby        | Bob Estes                      | Watson Indy Roadster | Offenhauser L4 4.5   | F    | 1'09"212 | 4.000     |
| 27   | 21 | Chet Miller       | Novi Pure Oil/Lewis Welch      | Kurtis Kraft ???     | Novi L8 c 3.0        | F    | 1'09"732 | 4.520     |
| 28   | 8  | Manny Ayulo       | Coast Grain                    | Lesovsky ?           | Offenhauser L4 4.5   | F    | 1'10"185 | 4.973     |
| 29   | 51 | Spider Webb       | Granatelli Racing              | Bromme ???           | Offenhauser L4 4.5   | F    | 1'10"195 | 4.983     |
| 30   | 99 | Tony Bettenhausen | Belanger Motors                | Kurtis Kraft ???     | Offenhauser L4 4.5   | F    | 1'10"478 | 5.266     |
| 31   | 5  | Johnnie Parsons   | Jim Robbins                    | Kurtis Kraft 1000    | Offenhauser L4 4.5   | F    | 1'10"505 | 5.293     |
| 32   | 52 | Bob Sweikert      | Pat Clancy                     | Ewing ???            | Offenhauser L4 4.5   | F    | 1'10"675 | 5.463     |
| 33   | 31 | Johnny McDowell   | McDowell/Roger Wolcott         | Kurtis Kraft ???     | Offenhauser L4 c 3.0 | F    | 1'11"195 | 5.983     |

### Corrida
| Pos. | Nº | Piloto            | Equipe                         | Chassi               | Motor                | Pneu | Voltas | Tempo                         | Grid | Pontos |
| ---- | -- | ----------------- | ------------------------------ | -------------------- | -------------------- | ---- | ------ | ----------------------------- | ---- | ------ |
| 1    | 98 | Troy Ruttman      | J.C. Agajanian                 | Kuzma Indy Roadster  | Offenhauser L4 4.5   | F    | 200    | 3h 52m 41.880s (207.462 km/h) | 7    | 8      |
| 2    | 59 | Jim Rathmann      | Grancor-Wynn's Oil             | Kurtis Kraft 3000    | Offenhauser L4 4.5   | F    | 200    | 3h 56m 44.209s (+4m 02.329s)  | 10   | 6      |
| 3    | 18 | Sam Hanks         | Bardahl/Ed Walsh               | Kurtis Kraft 3000    | Offenhauser L4 4.5   | F    | 200    | 3h 58m 53.490s (+6m 11.610s)  | 5    | 4      |
| 4    | 1  | Duane Carter      | Belanger Motors                | Lesovsky ?           | Offenhauser L4 4.5   | F    | 200    | 3h 59m 30.220s (+6m 48.340s)  | 6    | 3      |
| 5    | 33 | Art Cross         | Bowes Seal Fast/Ray Brady      | Kurtis Kraft 4000    | Offenhauser L4 4.5   | F    | 200    | 4h 01m 22.030s (+8m 40.150s)  | 20   | 2      |
| 6    | 77 | Jimmy Bryan       | Peter Schmidt                  | Kurtis Kraft 3000    | Offenhauser L4 4.5   | F    | 200    | 4h 02m 06.200s (+9m 24.320s)  | 21   |        |
| 7    | 37 | Jimmy Reece       | John Zink                      | Kurtis Kraft 4000    | Offenhauser L4 4.5   | F    | 200    | 4h 03m 17.120s (+10m 35.240s) | 23   |        |
| 8    | 54 | George Connor     | Federal Engineering            | Kurtis Kraft 3000    | Offenhauser L4 4.5   | F    | 200    | 4h 04m 42.490s (+12m 00.610s) | 14   |        |
| 9    | 22 | Cliff Griffith    | Tom Sarafoff                   | Kurtis Kraft 2000    | Offenhauser L4 4.5   | F    | 200    | 4h 05m 05.640s (+12m 23.760s) | 9    |        |
| 10   | 5  | Johnnie Parsons   | Jim Robbins                    | Kurtis Kraft 1000    | Offenhauser L4 4.5   | F    | 200    | 4h 06m 19.660s (+13m 37.780s) | 31   |        |
| 11   | 4  | Jack McGrath      | Jack Hinkle                    | Kurtis Kraft 3000    | Offenhauser L4 4.5   | F    | 200    | 4h 07m 03.600s (+14m 21.720s) | 3    |        |
| 12   | 29 | Jim Rigsby        | Bob Estes                      | Watson Indy Roadster | Offenhauser L4 4.5   | F    | 200    | 4h 08m 46.980s (+16m 05.101s) | 26   |        |
| 13   | 14 | Joe James         | Bardahl/Ed Walsh               | Kurtis Kraft 4000    | Offenhauser L4 4.5   | F    | 200    | 4h 09m 37.530s (+16m 55.650s) | 16   |        |
| 14   | 7  | Bill Schindler    | H.A. Chapman                   | Stevens ???          | Offenhauser L4 4.5   | F    | 200    | 4h 11m 30.540s (+18m 48.660s) | 15   |        |
| 15   | 65 | George Fonder     | George Leitenberger            | Sherman ???          | Offenhauser L4 4.5   | F    | 197    |                               | 13   |        |
| 16   | 81 | Eddie Johnson     | Central Excavating/Pete Salemi | Trevis Indycar       | Offenhauser L4 4.5   | F    | 193    |                               | 24   |        |
| 17   | 26 | Bill Vukovich     | Fuel Injection/Howard Keck     | Kurtis Kraft 500A    | Offenhauser L4 4.5   | F    | 191    | Acidente                      | 8    | 1      |
| 18   | 16 | Chuck Stevenson   | Springfield Welding/Paoli      | Kurtis Kraft 4000    | Offenhauser L44 4.5  | F    | 187    |                               | 11   |        |
| 19   | 2  | Henry Banks       | Blue Crown Spark Plug/Hopkins  | Lesovsky ?           | Offenhauser L4 4.5   | F    | 184    |                               | 12   |        |
| 20   | 8  | Manny Ayulo       | Coast Grain                    | Lesovsky ?           | Offenhauser L4 4.5   | F    | 184    |                               | 28   |        |
| 21   | 31 | Johnny McDowell   | McDowell/Roger Wolcott         | Kurtis Kraft ???     | Offenhauser L4 c 3.0 | F    | 182    |                               | 33   |        |
| 22   | 51 | Spider Webb       | Granatelli Racing              | Bromme ???           | Offenhauser L4 4.5   | F    | 162    | Fuga de óleo                  | 29   |        |
| 23   | 34 | Rodger Ward       | Federal Engineering            | Kurtis Kraft 4000    | Offenhauser L4 4.5   | F    | 130    | Pressão de óleo               | 22   |        |
| 24   | 27 | Tony Bettenhausen | Belanger Motors                | Kurtis Kraft ???     | Offenhauser L4 4.5   | F    | 93     | Eletricidade                  | 30   |        |
| 25   | 36 | Duke Nalon        | Novi Pure Oil/Lewis Welch      | Kurtis Kraft ???     | Novi L8 c 3.0        | F    | 84     | Compressor                    | 4    |        |
| 26   | 73 | Bob Sweikert      | Pat Clancy                     | Ewing ???            | Offenhauser L4 4.5   | F    | 77     | Diferencial                   | 32   |        |
| 27   | 28 | Fred Agabashian   | Cummins Diesel                 | Kurtis Kraft ???     | Cummins L6 c 3.0     | F    | 71     | Compressor                    | 1    |        |
| 28   | 67 | Gene Hartley      | Mel-Rae/Mel Wiggers            | Kurtis Kraft 4000    | Offenhauser L4 4.5   | F    | 65     | Exaustão                      | 18   |        |
| 29   | 93 | Bob Scott         | Ludson Morris                  | Kurtis Kraft 2000    | Offenhauser L4 4.5   | F    | 49     | Transmissão                   | 25   |        |
| 30   | 21 | Chet Miller       | Novi Pure Oil/Lewis Welch      | Kurtis Kraft ???     | Novi L8 c 3.0        | F    | 41     | Compressor                    | 27   |        |
| 31   | 12 | Alberto Ascari    | Ferrari                        | Ferrari 375S         | Ferrari 375 V12 4.5  | F    | 40     | Rolamento de roda             | 19   |        |
| 32   | 55 | Bobby Ball        | Blakely Oil                    | Schroeder ???        | Offenhauser L4 4.5   | F    | 34     | Caixa de velocidades          | 17   |        |
| 33   | 9  | Andy Linden       | Miracle Power                  | Kurtis Kraft 4000    | Offenhauser L4 4.5   | F    | 20     | Bomba a óleo                  | 2    |        |